# 보스 (2009년 드라마)
《보스》(Boss, ボス 보스[*])는 매주 목요일 22:00 ~ 22:54(JST)에 후지 TV 목요극장으로 방영된 아마미 유키 주연의 드라마이다. 스테레오, 문자다중, 연동 데이터, HD로 제작되었다.
시즌1은 2009년 4월 16일부터 6월 25일까지, 시즌2는 2011년 4월 14일부터 6월 30일까지 방송되었으며, 각 시즌 첫 회 및 마지막 회는 15분 연장된 23:09까지 방송되었다.

## 개요

### 시즌1
경시청이 다양해지는 범죄와 내부적으로 경찰의 검거율 하락의 대책안으로 신설한 특별 범죄 대책실. 이 곳에 실장으로 취임되어 미국 연수에서 돌아오는 여성 캐리어 형사 오사와 에리코와, 경찰이지만 각 부서에서 필요하지 않다고 생각되는 형사들이 이동하면서 개성적인 정예 멤버들의 활약을 그리는 형사 드라마.
아마미 유키는 2006년 드라마 《톱 캐스터》 이후 3년 만에 후지 TV로 컴백한 작품이며, 2004년 《이혼 변호사》 이후 목요 드라마는 5년 만의 출연작이다. 또한 타케노우치 유타카는 2004년 《인간의 증명》 이후 5년 만의 후지 TV 드라마 출연이다. 켄도 코바야시는 첫 드라마 출연 작품.
2004년~2005년, 아마미 유키의 주연 드라마 《이혼 변호사 시리즈》를 제작한 각본가·연출가, 그리고 아마키 유키까지 3명이 다시 모인 작품이기도 하다. 드라마 최종화에서 자신이 연기한 이혼 변호사의 주인공인 마미야 타카코를 설명하는 장면도 있다. 또한 과거 아마미 유키와 같이 연기 호흡을 맞춘 배우도 여럿 출연한다.
일본에서는 2009년 4월 21일부터 후지 TV On Demand 사이트를 통해 동영상으로 홍보. 제2화 예고에 출연진 전원을 소개한다.
《제61회 더 텔레비전 드라마 아카데미상》에서 최우수 작품상, 감독상, 여우주연상 (아마미 유키), 남우조연상 (타케노우치 유타카)으로 총 4관왕을 재패하였다.
홍보문구는 빨리 체포하고, 놀러 가죠 (さっさと逮捕して、遊びに行くわよ)

### 시즌2
시즌2에서는 시즌1의 주요 캐스팅과 더불어 하세가와 쿄코, 나루미 리코, 오모리 나오, 니시다 토시유키 등이 캐스팅 되었다. 시즌2에 출연함으로써 아마미 유키는 3년 연속 목요극장 주연을 맡게 되었다.
캐치카피는 사건은, 끝나지 않았다. 지금. 사건이야. (事件は、終わっていなかった。 ただいま。事件だから。)

## 등장 인물

### 경시청 수사 제1과 특별 범죄 대책실
본래는 나날이 수법이 복잡해지는 흉악 범죄를 해결하기 위한 대책 부서. 경시청의 정예부대를 모았다고 하나, 실제로는 각 부서에서 필요없는 인재들을 모아 구성한 부서이다. 경찰 내부에서 캐리어 출세 코스를 벗어난 오사와를 위해 다양한 제안과 도움을 주고 있지만, 오사와는 부하들의 단점을 포용해 주고, 각자의 장점을 살린 수사법을 내세워 차례로 사건을 해결해 간다. 테러 조직 검은 달 (黒い月)이 구로하라 국가공안위원장을 저격한 사건을 막지 못한 것에 책임을 묻고 해산했으나, 2년 후 노다테에 의해 부활한다.
- 오사와 에리코 - 아마미 유키

본 드라마의 주인공. 일명 BOSS. 특별 범죄 대책실장. 수사 1과의 계장 대우. 계급은 경부. 1968년 8월 31일생, 후쿠오카현 출신, 기타큐슈대학 법학부 졸업.
전에는 경찰청의 여성 커리어였지만, 5년 전 반정부 테러리스트 조직 검은 달 적발과 관련 된 소문 때문에 경시청장의 명령으로 좌천되었다. 그 후 5년 간 미국 FBI에서 연수(사실상 좌천)를 마치고, 특별 범죄 대책실 실장으로 돌아온다.
미국에서 연수한 덕분에 교섭 기술이나 프로파일링에 유능하고, 함께 배워 온 능력과 여성만이 가능한 직감으로 수사한다. '형사는 연극을 한다 (刑事は芝居をしてなんぼ)'가 모토이며, 때로는 범인이나 가족에 대해서도 거짓말을 해서 범인을 체포하기도 한다.
강한 성격의 여자로, 남자 사회이기도 한 경찰내에서도 여자인 자신에게 이런저런 싫은 소리를 주위에서 들으면서도 의연하게 자신의 이상의 태도로 행동하여, 어떠한 일에도 타협하지 않는 사람. 조지 클루니를 좋아한다.
말버릇은 사건 기본 조사를 토대로 대책실에서 브리핑 한 뒤 결정할 때마다 말하는 "사건이야 (事件だから)". 지진을 무서워한다. "피가 많은 현장은 더욱 엘레강스하게"라는 마음가짐도 있어 월급의 대부분은 명품을 구입하는 데 사용한다. 운동 신경은 좋지만 노래 실력은 차마 들어주기 힘든 음치다. 술버릇이 심해 노다테를 자주 괴롭힌다.
사용하는 총의 종류는 콜트 31 오토, 1911 45 오토 컴팩트 (실버 프레임 노백 사이트 사양).
- 키모토 마미 - 토다 에리카

경시청형사부 과학수사연구소에서 이동. 계급은 순사. 1984년생, 도쿄도 출신, 칸다여자대학 이학부 졸업, 163cm, 40kg, B형.
'지식'과 '정보수집'의 스페셜리스트. 과학적인 분석의 전문가이지만, 아침에 잘 일어나지 못해 지각이 잦아 과학수사연구소에서 이동되었다. 그러나 본인은 이 이동에 납득하지 못하는 상태며, 자신은 형사를 감당하지 못할 것이라 생각한다. 그러나 자신이 납치, 감금 된 사건 이후 형사로서의 자각이 싹트기 시작해 수사 활동을 하면서 여러 가지 경험을 통해 에리코를 포함한 대책실 멤버들에게 마음을 열게 된다.
과학에는 흥미를 나타내는 반면 과학 외에의 분야에는 소극적인 귀차니즘의 소유자. 대책실에서 틈만 나면 잔다. 사람에게 무관심하고 비협조적이었지만, 조금씩 사회성을 배워가며 성장하기 시작한다.
성격은 일찍부터 괴짜였고, 왕따를 당한 적도 있다. 중학생 때는 걸 스카우트에 소속되어 있었다. 손이나 손가락으로 입가를 만지거나, 옷을 벗을 때는 하의부터 벗는 등의 버릇이 있다. 가끔 안경을 쓴다. 다른 사람을 의식하지 않고 먹는 대식가이나, 먹어도 살찌지 않는 체질.
국가공안위원장 저격 사건 때 범인이 쳐 놓은 덫에 걸려 책임을 묻고 니지마서로 좌천되었다. 그리고 부활한 대책실의 첫 사건 때 에리코의 부탁으로 잠시 대책실에 합류하지만, 범인에 의해 부상을 당한다. 좌천으로 알려진 인사이동은 저격 사건을 수사하기 위한 에리코의 대안이며, 사건과 관련이 있다고 생각되는 뒷돈 문제에 대해 함구하고 있는 니지마서 내부 단서를 찾아내기 위해서였다.
- 카타기리 타쿠마 - 타마야마 테츠지

히가시무라야마 경찰서 구메가와 역전 교통경찰을 거친 뒤, 경시청형사부 수사 제1과에서 이동. 계급은 순사 부장. 1975년생, 미에현 쓰시 출신, 코잔학원대학 법학부 졸업, 182cm, 65kg, B형, 나카노구 마츠가오카 거주.
감정을 쉽게 내비치지 않으며 항상 냉정하고 침칙하다. 과거에 어떠한 사건으로 경찰 조직에 불신을 안고 있어, 항상 정시에 퇴근하는 등 제대로 일할 마음이 없는 태도로 보이지만, 정식 근무 시간 외에도 피해자가 심적으로 괴로워 할 때 매일같이 병원에 다니는 등 겉보기와는 다르게 배려심 많은 우수한 형사이다. 대책실의 멤버들을 위해 철야도 불사한다.
단 것을 매우 좋아하는 사람이다. 쿨한 반면 의외로 순진한 면도 있고, 자신에게 불리한 일이 생기면 "제가 서툴러서 (自分、不器用ですから)"라는 말로 시치미를 떼는 면도 있다.
본래 총 솜씨는 3년 연속 최우수를 받을만큼 높지만, 3년 전 범인이 아닌 무고한 일반인을 사살해 버린 것이 트라우마가 되어, 비상시에도 방아쇠를 당기지 않으며 사격 훈련에도 참가하지 않게 되었다. 그러나 이후 이 과거와 관련된 사건을 기회로 트라우마를 극복하게 된다. 사용 총기류는 S&W1911.
여러 부서에서 근무를 한 멀티플레이어이며, 하나가타와는 반대로 경험이 풍부하다. 유행하는 양복을 입어도 드러내지 않는다. 잘생긴 외모 덕분에 여고나 바에 갔을 때 여자들에게 인기가 많다.
- 하나가타 잇페이 - 미조바타 준페이

카츠시카 경찰서 카츠시카 파출소에서 이동. 계급은 순경. 1985년 12월 18일생. 나가노현립 마츠모토 고등학교 출신, 신장 173cm, 60kg, O형, 스기나미구 거주.
교통근무를 할 때 미국 형사 드라마 《24》를 보고 감동받아 형사를 꿈꿨다.
정의감이 강하고 늘 밝고 인사성 밝은 사람이지만, 형사로서의 실력은 높지 않고 아직 경험도 부족하여 시행착오를 반복한다. 말버릇은 "의지! 건강! 하나가타! (やる気!元気!花形!)", 대책실의 분위기 메이커 같은 존재이다. 에리코를 처음으로 보스라고 부른 사람이기도 하다. 사귀고 있는 여자친구가 있다. 대책실 막내고 가장 어리기 때문에 편식도 심하다.
사용 총기류는 SIG SAUER P230.
- 이와이 젠지 - 켄도 코바야시

조직범죄대책부 제4과에서 이동. 계급은 순사 부장. 1970년 10월 9일생, 아이치현 출신, 메이와 대학 체육학부 졸업, 172cm, 77kg, AB형, 시나가와구 거주.
유도 3단, 검도 4단의 육체파 형사. 폭력 사건을 일으킨 과거가 있지만, 그것은 동료를 배신하고 직권을 남용하는 선배 형사를 용서할 수 없기 때문이었다. 게이바의 단골이며, 남성의 엉덩이를 만지는 버릇 등 행동과 말투가 게이로 보여진다. 노다테나 카타기리에게도 관심이 있는 등 남자 문제에는 상당히 변덕스럽지만, 시즌1 마지막회에서 가장 남자다운 에리코에게도 반하고 만다.
시즌2에서는 호모기가 더욱 발해져 여장을 하거나, 마초 형님들에게 둘러싸이거나 (본인 왈 '파라다이스!'), 상상 임신을 하거나, 범인에게 키스를 강요하기도 한다.
채식주의자이며, 에리코와 마찬가지로 조지 클루니의 팬. 사용 총기류는 SIG P226.
- 야마무라 케이스케 - 누쿠미즈 요이치

생활안전부 생활환경과에서 이동. 계급은 순사 부장. 1959년 3월 3일생, 아키타현 미나미아키타군 이카와정 출신. 니시토쿄 농업대학 생물학부 졸업, 165cm, 63kg, AB형, 이타바시구 사이와이 정 거주.
멤버 중에서는 가장 형사 경험이 많은 베테랑이지만, 경시청 넘버 원 건망증쟁이이다. 일명 '칠칠맞은 야마씨 (落としの山さん)'라고 불리는데, 물건을 자주 잃어버리는 성격에서 유래되었다. 실제로도 자신이 맨 가방을 자주 잃어버린다. 주로 이와이와 콤비를 이뤄 수사를 하지만, 이와이에게 혹사될 때가 많으며 아저씨라고 불린다.
두 번 이혼한 싱글남이며 여성에게 인기 없는 스타일이지만, 시즌2에서는 자신을 어필하는 블로그 개설은 물론 결혼 상담소에 가입하는 등 결혼 활동에 의욕을 가진다. 결국 노다테 회에 대항하는 미팅 라이벌 야마무라 회를 결성해 활동한다. 현재는 대책실 멤버인 리카에게 호감을 가지고 있다.
사용 총기류는 콜트 디텍티브 스페셜.
- 다도코로 사치코 - 하세가와 쿄코 (시즌2)

과학경찰연구소에서 이동해 온 키모토의 후임. 계급은 경부보. 치바 현 가시와시 거주. 두 아이를 둔 엄마. 쓸모없다는 경시감의 명령에 의해 이동되었다.
누구에게나 다정다감하지만, 주위에 휘둘리지 않는 마이 페이스를 유지하는 성격이고 난자리가 표나지 않을만큼 미미한 존재이다. 자기애가 강해 누구나 자신에게 반한다고 생각한다. 컴퓨터는 서툴지만 물리학이나 생물학에 정통해 키모토나 나라하시를 대신해 과학 수사를 담당하고 있다. 주로 하나가타와 콤비를 이룰 때가 많다. 수사에 적극성은 없어보이지만 수사가 미궁을 헤맬 때 아무렇지 않게 내뱉는 한마디가 사건의 열쇠가 되기도 한다.
가정폭력을 당하는 듯 남편을 무서워 했지만, 에리코의 영향으로 남편과 마주하기를 결정했고 후에 이혼한다.
리더 모리오카의 명령으로 움직이는 쿠로하라 저격 사건 조직의 일원이었던 것이 밝혀진다.
- 쿠로하라 리카 - 나루미 리코 (시즌2)

전 국가공안위원장 쿠로하라 켄조의 딸. MIT에서 응용수학을 배우고 있고, 미국 해킹 콘테스트에서 우승할만큼 컴퓨터에 고도의 지식을 소유한 사람이다. 유학 중이었으나 아버지의 수술에 맞춰 일시 귀국했다.
아버지 경호에 실패한 대책실, 나아가서는 에리코를 원망하고 있으며, 한 때 대책실의 수사를 방해했으나 되려 그 재능을 높이 평가 받아 에리코의 보호관찰 아래 대책실의 서포트 멤버가 된다.
시원시원하게 일처리하는 성격이지만 상대에게 빈정대거나 너무 솔직하게 의견을 말하는 독설가이기도 하다. 그것과 반대로 파파걸인 면도 있다.
일본판 CIA 설립을 계획하는 조직에 의한 사건 후에는 대책실의 정식 멤버가 되고 싶다는 새로운 꿈을 안고 다시 미국 유학길에 오른다.

### 경시청 형사부
- 노다테 신지로 - 타케노우치 유타카

참사관 보좌 → 참사관. 특별 범죄 대책실 설립의 책임자. 최연소 승진 기록을 세울 정도로 유능한 경찰관료이자, 고위 관리부 눈에 든 존재.
에리코와는 18년 이상 교류가 있는 동기이며, 형사 시절에는 콤비를 이뤄 활동한 적이 있는 에리코의 이해자. 호색한. 자신을 무서울 정도로 미남이라고 말하는 나르시스트.
자신의 권력을 이용해 대책실을 서포트하기도 한다. 다른 멤버들에게는 소탈하게 상대하지만 유일하게 야마무라에게만큼은 소홀하다. 주로 이름보다는 자신이 지은 별명으로 그 사람을 부른다. 노다테 회라고 하는 친목 교류회의 명목으로 미팅이 퇴근 후의 즐거움.
- 탄바 히로히사 - 미츠이시 켄

형사부장. 에리코와 특별 범죄 대책실의 제멋대로 수사를 불쾌하게 생각해, 그들의 수사 미스에는 필요이상으로 강한 태도를 취한다. 노다테와 경쟁관계이기도 하지만, 정작 탄바 자신만 경쟁 의식을 가지고 있다.
- 야다 켄조 - 아이지마 카즈유키

참사관. 탄바 히로히사의 측근. 노다테와 에리코 사이에서 실질적인 힘을 행사한다. 카타기리의 트라우마 원인이 된 오발포를 허가한 장본인. 하지만 그것이 원한이 되어서 저격범에게 목숨을 위협받는다.

### 과학수사연구소
- 나라하시 레이코 - 키치세 미치코

과학수사연구소 소속 감식관. 시체 검증의 전문가. 에리코와는 대조적으로 남자를 유혹하는 능력이 좋은 존재. 특별 범죄 대책실 전속 감찰의는 아니지만, 에리코가 의뢰하면 반드시 협력한다.
키모토의 전 상사로, 표면적으로는 아침잠이 많고 지각 잦다는 이유지만 사실 인간을 알고 이해하는 것이 과학 수사의 폭이 넓어지는 것임을 가르치기 위해 키모토를 특별 범죄 대책실로 이동시킨다. 슈를 좋아한다.
대책실 부활과 같은 시기에 부잣집으로 시집가게되어, “강철의 여자가 되겠다”는 말을 남기며 결혼 퇴직한다. (시즌 2 1화)

### 경시청 수사 제1과 13계
- 오노다 타다시 - 시오미 산세이

계장. '수사 1과는 남자의 장소이고 남자만 오는 곳'이라는 지론을 갖고 있어, 여성이 수사 현장에 나오는 것을 기분 좋게 생각하지 않는 남자. 그래서 에리코와의 사이도 좋지 않다. 카타기리의 전 상사.
- 카와노 아키오 - 하세가와 히로키

형사. 상사 오노다에게는 잘 대하지만, 카타기리를 얕본다.
- 모리 마사오 - HILUMA

형사. 카와노의 후배로, 카와노에 동조하고 카타기리를 바보취급 한다.

### 경찰 관련 인물
- 쿠로하라 켄조 - 니시다 토시유키 (시즌2)

문부과학성 고문. 전 국가공안위원장. 검은 달의 저격 예고에 피난을 권고하는 에리코의 호소를 듣고도 경찰 톱이 도망치면 국민을 볼 면목이 없다며 이벤트 장소로 향한다. 결국 검은 달에게 저격당하고, 다행히 목숨은 건졌지만 국가공안위원장 자리는 물러날 수 밖에 없었다. 2년이 지난 지금도 병원에서 생활하고 있다.
마지막회에서 딸 리카에 의해 2년 전 저격 사건이 자작극이며, 일본판 CIA 설립의 흑막이었던 것이 밝혀진다.
- 모리오카 히로시 - 오모리 나오 (시즌2)

국회의원 비서. 경시청 수사1과 담당 형사이자 에리코, 노다테의 동기였으나, 조직 생활에 싫증을 느껴 그만 두었다. 익살스러운 성격이며 에리코, 노다테에게 자주 장난을 쳤다. 두 사람과 함께 경찰 마스코트 캐릭터 탈인형을 쓴 과거가 있으며, 경찰을 그만 둔 지금도 친하게 지내지만, 누군가와의 통화에서 "내 손으로 처리한다."는 의문스러운 말을 남긴다.
진짜 정체는 검은 달 짓이라고 가장해 쿠로하라를 저격하고, 경시청에서 일본판 CIA 설립을 계획하는 조직의 중심인물. 정체가 탄로난 후 에리코, 노다테와 대립한다.

### 그 외
- 이케가미 히로시 - 마루야마 토모미 (시즌1)

건설업(鳶職)에 종사하는 에리코의 연인. 에리코는 형사인 것을 숨기고 있다. 폭탄 사건으로 감옥에 복역하고 있는 남동생 켄고가 억울하게 잡혀, 형사를 좋아하지 않는다. 그것이 5년 전 에리코가 그에게 형사인 것을 말하지 않은 이유다.
- 후지모리 카에데 - 키나미 하루카 (시즌2)

노래방에서 아르바이트를 하는 여대생. 노다테가 연 노다테 회, 야마무라가 연 야마무라 회에서 본 카타기리의 서툰 모습에 끌렸고, 그 후 교제로 발전했다. 그러나 아버지 토시오가 관련되는 사건을 계기로 헤어지게 된다.

## 각 화 줄거리

### 시즌1
CASE1
경시청은 경찰의 검거율 저하 대책으로 경시청 수사 제1과 특별 범죄 대책실을 설치. 실장은 여성 캐리어 오오사와 에리코가 임명되지만, 경찰의 위신을 유지하기 위한 장식에 지나지 않는 이 조직에는, 사고뭉치 불필요한 형사들만이 배속되어 있었다. 이렇게 결성된 팀은 첫 사건으로 폭탄을 사용한 연쇄 살인 사건을 해결한다.
- 노가키 타이조 - 타케다 테츠야

노가키 공업의 전 사장. 화학약품과 관련해서 높은 수준의 기술을 가지고 있고, 그 기술로 제작한 폭탄으로 범행을 저지른다. 자신의 실력에 절대적인 자신감이 있는 자존심 강한 성격이다.
- 코지마 후미히코 - 나카무라 야스히

후레아이 은행 마루노우치 지점의 은행원. 노가키의 협박으로 자신의 직장이기도 한 은행에 강도를 들인다. 에리코의 눈 앞에서 죽는다.
- 노구치 요코 - 미네무라 리에

미츠와키 화학 사장. 외국의 자제 관련 회사에서 온 수완가의 엘리트. 대기업과 합병할 예정이다.
CASE2
하타카나는 범죄 게시판 사이트에서 신이라 자칭하는 사람이 3명의 여성을 살해했다고 하는 게시물을 발견한다. 게중에는 보도되지 않은 사건도 있었기 때문에, 대책실은 급히 수사를 시작한다. 하지만 조사하는 동안 3명 모두 타살이 아닌 것으로 밝혀지고, 곧 신이라는 닉네임으로 게시물을 작성했던 후지와라가 체포된다. 하지만 후지와라 외의 누군가가 신이라 자칭하며 진짜 살인을 범해 간다.
- 후지와라 마사루 - 아사리 요스케

게시판에 신이라는 이름으로 게시판에 글을 올린 남자.
- 이노우에 코스케 - 노무라 히로노부

신이라 자칭하고 살인을 일으키는 모방범.
CASE3
여성 잡지 Episode의 독자 모델이 잇따라 폭행되는 2건의 사건이 발생. 대책실이 사건을 담당하게 되는데, 사건을 조사하는 과정에서 3번째 피해자가 발생한다. 피해자들의 정신적인 쇼크로 피의자의 정보를 얻을 수 없는 가운데, 용의자로서 모델들의 단골 바 점원이자 각성제 소지로 체포된 경험이 있는 미카미가 떠오른다. 그러나 자신의 범행을 모두 자백한 유서를 남기고 자살하는 미카미. 미심쩍은 에리코는 다른 용의자가 있을 것이라 확신하고, 미카미와 친한 카네다를 용의자로 지목한다.
- 히구치 유카리 - 사카이 와카나

여성 잡지 Episode의 독자 모델이자 폭행 사건 3번째 피해자.
- 카네다 토시히코 - 카나이 유타

인쇄 공장 아르바이트생. 미카미의 중학교 후배로, 미카미에게 복종당했다.
- 미카미 히로아키 - 나나에다 미노루

바(Bar)의 점원. 각성제 소지 혐의로 체포된 적이 있다.
- SM샵 점원 - 츠지오카 마사토

범인이 사용한 것으로 보이는 수갑과 재갈을 판매한 점원.
CASE4 ~ 5
초등학생을 대상으로 방범에 대한 연극을 하게 된 대책실. 하지만 키모토가 연극 중에 무대에서 내려가려는 행동으로 에리코에게 질책을 받고, 그 날부터 에리코에게 반발해 출근을 거부한다. 그 무렵 2명의 남자가 총으로 살해되는 연쇄 살인 사건이 발생한다. 현장에는 피로 그려진 숫자 4가 남겨져 있어 에리코는 원한에 의해 범인이 4명을 살해할 것이라고 추리한다. 드디어 피해자가 린치 살인을 범한 소년 조직의 동료인 것이 밝혀진다. 한편, 무단 결근인 줄만 알았던 키모토는 연쇄 살인범에 의해 목숨을 위협 받는다!
- 타지마 신고 - 야마다 타카유키

린치 살인을 범한 소년 조직의 동료를 차례로 살해하는 연쇄 살인범. 린치 살인의 피해자와 친분이 있어, 피해자를 죽인 소년 조직 및 그 사건을 방관한 경찰에게 복수하려 한다. 에리코의 교섭 기술을 간파하는 등 경찰 머리 위에 서있다.
CASE6
엘리트 학교 에이메이여자학원의 체육 교사 마스오카 츠요시가 자택에서 사살되는 사건이 발생. 대책실이 그 수사를 담당하게 되는데, 현장의 주도면밀한 위장 공작 때문에 범인의 단서를 찾을 수가 없다. 에이메이여자학원을 탐문하는 에리코는 수재 여학생 이시하라 유키를 만난다. 마스오카와 교제하고 있었다고 진술하며, 사건 당시의 알리바이가 없는 유키에에게 초점을 맞춘 에리코는 사건을 계획적으로 음해하는 유키를 추적하기 시작한다.
- 이시하라 유키 - 시다 미라이

에이메이여자학원 고등부 학생. 학교 No.1 수재로 주목받고 있다. 한번 본 에리코를 형사라고 간파할 정도로 명석한 두뇌를 가졌다. 에리코를 비롯한 대책실 멤버들을 모두 바보 취급한다. EXILE 팬.
- 사카이 사오리 - 미즈사와 나코

에이메이여자학원 고등부 학생이자 유키의 친구. 교제 중이던 마츠오카를 살해한 뒤, 유키에게 도움을 구한다.
- 마스오카 츠요시 - 마츠다 사토시

에이메이여자학원 고등부 체육 교사. 테니스부 고문이며, 사오리 외에도 여러명의 여학생들과 교제하고 있었다.
- 니노미야 나츠코 - 니시야마 마유코

에이메이여자학원 고등부 화학 교사. 약혼자가 있음에도 불구하고 마스오카와 교제하고 있었다.
CASE7
노다테의 지시로 뉴스 프로그램에 출연한 에리코. 그 무렵, 프리랜서 카메라맨 야스다(히노 세이지)가 자택에서 익사한 사건이 발생한다. 사고사로 처리 하려던 중, 야스다의 특종 가십에 의한 원한으로 살해당했다고 떠들어대는 매스컴. 때문에 대책실이 재수사를 하게 되고, 에리코는 너무나 완벽하게 맞아 떨어지는 현장에 의심을 품고 살인 가능성을 찾아낸다. 또한 야스다가 가지고 있던 사진이 10년 전에 찍은 것임을 밝혀 낸 대책실 멤버는, 10년 전 특종 영상으로 촬영된 스토커 살인이 열쇠를 쥐고 있다고 추리한다. 게다가 10년 전 현장에는 우연하게도 히토미가 있었다.
- 타카미네 히토미 - 토미타 야스코

뉴스 프로그램 《EVENING VOICE》의 캐스터. 뉴스에서 에리코와 대담했다. 에리코와도 마음이 잘 맞고, 키모토에게 에리코와 닮았다는 말을 듣기도 한다. 누군가에게 협박장을 받았다.
- 토고 에이켄 - 코이치 만타로

영상 제작 회사 근무. 10년 전에는 디렉터로서 히토미와 함께 스토커 살인 현장에 있었고, 특종 영상을 촬영했다.
CASE8
폭력 단원이 총살된 사건이 발생하고, 같은 날 대책실에 왼쪽 가슴이 잉크로 물든 인형이 도착한다. 사용된 흉기로 보아 3년 전에 사건을 일으킨 타니모토(쿠도 슌사쿠)가 유력한 용의자로 떠오르지만, 타니모토는 대책실 멤버들의 눈 앞에서 저격 당해 사망한다.
한편 카타기리는 저격범으로 보이는 인물에게, 앞으로도 계속 사람을 죽여갈 것이라는 범행 예고를 받는다. 그리고 다시 대책실로 인형이 도착하고, 범인의 예고를 받은 카타기리가 달려간 현장에서 카와노가 저격 당한다. 카타기리의 이상한 행동을 눈치 챈 에리코는 노다테에게 도움을 요청하고, 카타기리를 괴롭혀 온 3년 전 사건의 전모를 알게 된다.
- 니시야마 나나미 - 코니시 마나미

클럽 사비신보 (외로움쟁이)의 호스티스. 야마무라에게 약혼자로 소개되었고 본인도 부정하지 않는다. 야마무라에 고액을 요구하고 있다.
CASE9
트럭 운전기사 카시와바라(우에마츠 히로시)가 여러 차례에 칼에 찔려 사살된 사건이 발생. 잔인하고 엽기적인 수법을 쓴 이 사건을 조기 해결할 수 있게 대책실이 수사를 담당한다. 범행이 충동적으로 이루어지면서도, 흔적을 모두 지우는 치밀함까지 보여 복수를 위한 범행이라고 판단한다. 이윽고 니시나가 개설한 '학대 SOS 사이트'에 카시와바라가 이혼한 아내와 아들을 학대하며, 학대 당하는 아들 역시 자신의 아이를 학대하고 있는 것에 대해 상담을 했던 것이 밝혀진다. 그리고 제2의 사건이 발생, 그 피해자 역시 학대를 하고, 학대 당한 아들도 학대 SOS 사이트에 상담했었다.
- 니시나 와타루 - 나마세 카츠히사

케이세이대학 심리학부 교수이자 케이스케의 형. 학대 문제에 정진적으로 임하고 있다. 하나가타가 진지하게 형사를 꿈꾸게 한 장본인. 학대로 고민하는 사람들을 위해 '학새 SOS 사이트'를 개설했다. 자신도 학대를 받은 경험이 있으며, 그 영향으로 오른쪽 다리가 불편하다.
- 니시나 케이스케 - 코가 미츠키

와타루의 동생이자 살인범. 학대를 가하는 부모를 타겟으로 범행을 실시하고 있다. 자신도 형과 함께 학대를 당한 경험이 있다.
- 마스다 키요시 - 오노우에 히로유키

와타루의 제자.
- 카시와바라 나오토 - 하라다 켄지

카시와바라 히데오의 아들. 아버지에게 학대 받은 적이 있으며, 자신도 아들을 학대를 하고 있다. 그 일로 '학대 SOS 사이트'에 상담을 하고 있다.
- 카시와바라 히데오 - 우에마츠 히로시

트럭 운전기사. 제1의 피해자. 과거, 아내와 아이를 학대했던 적이 있다.
CASE10 ~ LAST CASE
갑자기 근신 처분을 받은 대책실 멤버들은 일손이 모자란 생활 안전부에서 잡일을 하게 된다. 한편 카타기리는 기자 스즈키에게서 경시청 고위관리직들의 뇌물수수 의혹을 우연히 듣게 된다. 그러던 중 쓰레기통을 통한 연쇄 폭파 사건이 일어나고 물증에서 에리코의 지문이 발견된다. 취조에서 묵비권을 행사하는 에리코지만 곧 발생한 다음 사건에서 사망자가 생긴 것을 알게 되고, 5년 전 테러 조직 검은 달에 의한 사건의 범인으로서 체포된 이케가미의 동생 켄고가 이번 연쇄 폭파 사건을 일으킨 가능성이 클 것이라고 추측한다. 수사를 개시한 대책실 멤버는 검은 달 일당이 노리는 것은 경시총감이며, 일련의 사건과 뇌물 문제에 노다테가 관여되어 있다는 것을 알게 된다.
- 타카쿠라 류헤이 - 소리마치 타카시

반정부 테러리스트 조직 검은 달의 전 멤버. 검은 달의 무력투쟁 지휘와 작전 참모도 맡고 있다. 성격은 냉정하고 신중. 일본에 혁명을 일으키는 게 목적, 그 때문이라면 일반 시민의 희생은 당연하다고 생각하는 사람.
- 오오야마 겐조 - 츠가와 마사히코

경시총감. 에리코와 노다테와 친하고, "형사는 연극을 잘해야 한다"는 신조를 가르친 인물. 인사말을 위해 참석한 시상식에서 검은 달에 의해 납치된다.
- 이케가미 켄고 - 이시가키 유마

이케가미의 동생. 5년 전 법무부 장관을 노린 폭파 사건의 주모자로 체포되어 복역 후에 출소했다. 검은 달의 멤버로 여겨지지만 본인은 부정하고 있다.
- 노가키 타이조 - 타케다 테츠야

CASE1에서 에리코에게 체포되었지만 다시 등장. 수감 중 이었지만, 에리코의 부탁으로 사건 해결에 협조한다.
- 스즈키 신지 - 코스다 야스토

토와일보의 신문기자. 오노다는 대학 선배.
- 사야마 - 카미오 유우

반정부 테러리스트 조직 검은 달의 멤버.

### 시즌2
CASE1 ~ 2
대책실에서 2년 전 해결한 테러 조직 검은 달의 경시총감 납치 사건 후, 에리코에게 한통의 전화가 걸려온다. 납치 사건의 주도자 다카쿠라가 탈옥한 뒤 국가공안위원장 쿠로하라를 저격했다는 연락. 바로 출동한 에리코와 대책실 멤버들. 그러나 키모토가 가짜 폭탄 해체에 성공했을 때 쿠로하라가 저격당한다. 그 일을 계기로 대책실은 해산되고, 키모토는 좌천, 에리코는 미국으로 건너간다. 그로부터 2년, 노다테는 귀국한 에리코를 비롯 대책실 원 멤버들을 소집해 대책실을 부활 시킨다. 다시 집결한 멤버들을 심신미약을 이유로 무죄 판결을 받은 남자가 살해된 사건을 담당하게 된다. 범인은 에리코를 사칭해 범행을 예고한다. 에리코를 향한 범인의 집착이 밝혀지고, 범인이 예고한 다음 표적은 노다테와 대책실 멤버들!
- 누마타 요시미 - 샤쿠 유미코

나라하시의 국과수 후임 검시관. 본적은 야마나시현 미나미코마군. 나라하시에 버금가는 미모의 여인이다. 늘 대책실 분위기를 살피고, 국과수를 무시하는 다도코로와 불편한 사이다.
CASE3
연쇄 살인 사건의 4번 째 피해자이자, 노다테를 취재하던 잡지 출판사 '후미에이칸' 사장 아오이가 살해되는 사건이 발생. 범인은 첫번 째 살인 사건의 범인 헨리 리 루카스가 소속해 있다는 범죄 조직 죽음의 팔을 사칭해 범행을 벌이고 있었다. 대책실도 수사에 착수하고, 곧 진범이 체포된다. 그러나 에리코는 사칭을 간파하고 사장 주변 인물을 재검토 한다. 드디어 후미에이칸 인물 중 한명이 용의자로 떠오지만, 용의자는 자살해 버린다.
- 사가미 코이치 - 야마모토 코지

출판사 후미에이칸 편집자 겸 임원. 3명의 아쿠타가와 상 수상 작가를 배출했고, 손수 펴낸 잡지를 모두 히트시킨 수완가로, 후미에이칸에 엄청난 권력을 행사하는 인물.
- 야마지 토모코 - 토다 나호

출판사 후미에이칸 편집자 겸 임원. 사가미와는 라이벌이다. 선대 사장과 친밀한 사이였기 때문에 누구나 당연하게 차기 사장으로 생각하고 있다.
- 고보리 케이스케 - 노마구치 토오루

후미에이칸 편집자. 범죄 오타쿠이며, 그 분야에 대한 책 죽음의 팔을 담당하고 있다.
- 노구치 타케오 - 무로 츠요시

연쇄 살인 사건의 진범. 5번 째 (실제로는 4번 째) 범행을 실행하려 할 때 체포되었다.
- 히로코 - 나카고메 사치코

사가미의 전 부인. 2년 전에 사가미와 이혼했다.
CASE4
폭식과 폭음 때문에 탈이 나서 담석으로 통원 치료를 하게 된 에리코. 에리코가 없는 대책실이 노다테의 감언으로 차기 BOSS 자리를 두고 신경전을 벌이던 중, 사나다라는 남자가 보우건으로 살해당하는 사건이 발생한다. 현장에 남겨진 반쪽짜리 발자국. 그리고 같은 수법으로 제2의 사건이 발생한다. 그 때 야마무라가 보이스 피싱 사기를 당할 뻔한 일을 계기로, 사망한 두 남자가 보이스 피싱 사기 그룹 멤버들인 것이 밝혀진다. 에리코는 보이스 피싱 사기 그룹에 원한을 품은 범인을 밝혀낸다.
- 쿠로키 타이헤이 - 후루야 카즈유키

에리코가 통원하는 병원에 다니는 남성. 에리코와 장기로 친해진다. 누군가의 기척에 날카롭게 반응하고, 일을 신경 쓰는 에리코의 마음을 헤아리고 조언을 아끼지 않는다.
- 이노우에 야에코 - 시마 카오리

시(詩) 모임 회원. 수차례 보이스 피싱을 당했고, 전재산을 잃고난 후에 자살한다.
- 오다 - 스가 다카마사

보이스 피싱 그룹의 리더. 피해자가 입금한 돈으로 IT 회사를 운영하고 있다.
CASE5
3명의 주부가 수요일에 실종되는 사건을 담당하게 된 대책실. 수사를 진행하지만 실종된 주부들에게는 그 어떤 접점도 보이지 않는다. 그러나 첫 실종자의 친구 카나에를 탐문하게 된 에리코는, 친구가 실종 되었는데도 동요하지 않는 카나에를 의심한다. 이윽고 3명의 주부들이 카나에와 연관 된 것이 밝혀진다. 카나에가 주부들을 살해했다고 확신한 에리코는 카나에를 추궁한다.
- 야마모토 카나에 - 마츠시타 유키

블로그 '유 마마의 절약 블로그'를 운영하는 주부 블로거. 절약, 청소, 요리에 능해 에리코와는 180도 상반된 존재이다. 절약 기술이나 요리 레시피 등으로 인기를 끄는 블로거 중 한명. 명문여대 출신이며, 제일 처음 실종 된 아오키 요코의 동창이다. 남편, 아이와는 별거 중.
CASE6
강도가 습격한 은행에서 인질극이 일어나고, 우연히 은행에 있었던 다도코로도 인질로 붙잡히게 된다. 현장으로 달려가는 대책실, 에리코는 노다테의 지시대로 인질범 '늑대들의 오후'의 소니와의 교섭을 담당하게 된다. 에리코의 교섭으로 원숭이라 불리는 공범이 있는 것을 확인하지만, 9억 6천만 엔과 더불어 도주 수단을 요구하는 범인. 교섭이 한창이던 중 음식을 배달시키는 척 하며 은행 안으로 도청기를 넣으려 하지만, 범인이 눈치 채 실패로 끝나자 에리코는 스스로 인질이 되기로 한다. 그러나 그 때 은행 안에서 3발의 총성이 울리고, 은행에서 빠져 나오는 인질들! 아직 은행 안에 있을 거라 생각되던 범인은 사라지고, 인질 한명이 살해되어 있을 뿐이다.
- 카와무라 마코토 - 키무라 료

은행 강도 인질극 사건의 인질. 에리코에게 취조를 당한다.
- 아이하라 마사키 - 나카스기 코

은행 강도 인질극 사건의 인질이었으나 범인에게 살해된다.
- 2PM

클럽 라이브 이벤트에 출연. 그 퍼포먼스에 에리코와 이와이가 매료 되었고, 대책실 남성들도 변한다.
CASE7
도민을 대상으로 열린 경시청 견학 이벤트에 참가하는 대책실. 이벤트가 한창이던 중 취조실에 스스로 갇힌 한 남자가 12시까지 자신이 누군지 생각해 내라는 요구를 해온다. 남자는 버스 정류장에 설치한 폭탄을 폭발시키고, 다음 폭탄을 설치한 장소를 숙제라는 제목의 메일로 가르쳐 준다. 대책실은 첨부된 이미지에서 힌트를 찾기 위해 분주하고, 숙제의 답으로 나타나는 장소는 대책실 멤버와 관련 된 곳! 이윽고어 사건의 발단이 대책실 설립과 관련된 것이 밝혀진다.
- 고구레 마사오 - 다나카 케이

경시청 취조실에 갇힌 남자. 시종일관 냉정해 언동도 억양도 없지만, 대책실 설립에 영향을 미치는 사원이었다.
CASE8
노다테의 소개로 감식과(鑑識課) 꽃미남 검시관 이시카와와 맞선을 보게 된 에리코. 맞선 결과 또한 양호해서 에리코도 제정신이 아니던 중, 꽃잎 위에 누워 팔이 묶인 여성의 사체가 발견 된다. 범행 수법이 5년 전 여성을 차례로 살해해 세상을 놀라게 한 엽기 연쇄 살인범 '엔젤 킬러'가 떠오르는 사건. 대책실도 이시카와와 함께 사건 수사에 착수하지만 머지않아 2차 범행까지 일어난다. 그리고 현장 정보를 바탕으로 해부의(解剖医) 요시노가 용의자로 지목 된다.
- 이시카와 케이타 - 타니하라 쇼스케

감식과 소속 검시관이자 에리코의 맞선 상대. 다른 사람과 대화하는 것을 불편해 하지만, 범인 체포를 위해 사체에서 정보를 얻어내는 검시관 일을 자랑스럽게 생각하는 성격. 5년 전에는 엔젤 킬러 사건의 검시를 담당했고, 이번 사건 역시 에리코와 협력한다.
- 요시노 준이치로 - 타케나카 나오토

대학 의학부 해부학연구실 조교이자 해부의. 이시카와의 은사이다. 5년 전에도 엔젤 킬러 사건의 사법해부를 담당했다. 2년 전 앓은 뇌경색 때문에 오른쪽 전신에 마비가 있다.
CASE9
한쌍의 부부가 살해되는 사건이 발생한다. 에리코는 단칼에 살해 된 수법으로 나이프를 프로처럼 다루는 사람에 의한 범행으로 추리한다. 곧 부부의 5살 딸 나나미가 발견되고, 대책실에서 나나미의 신변을 보호하게 된다. 사용된 나이프가 외국 물건인 것을 파악한 뒤 용병 경험이 있는 입국자로 수사 범위가 좁혀지자, 마사키라는 남자가 선상에 떠오른다. 그러나 마사키는 대책실의 눈을 잽싸개 빠져나가고, 어떠한 목적을 달성하고자 범행을 거듭한다.
- 마사키 쇼고 - 사카구치 켄지

부부 살인 사건의 범인. 프랑스 용병 부대에 재적한 적이 있다. 6살 때부터 아동 보호 시설에서 자란 과거가 있고, 당시 자신의 신원에 대해서 아무 말도 하지 않았기 때문에 현재의 이름 미사키 쇼고는 시설에서 붙여준 것이다.
- 사와무라 마나미 - 모리 코코

미사키가 살해한 부부의 딸. 사건 후 공원에서 발견되지만, 외상후 스트레스 장애의 영향으로 아무 말도 하지 않는다. 자신을 돌보게 된 이와이가 모성에 눈을 뜨게 만든다.
- 시오타 카즈시 - 류 다이스케

30년 전 니가타에서 일어난 일가족 몰살 사건의 범인을 숨겨준 남자. 다른 사건으로 복역했고 최근 출소하게 된다.
CASE10
세계 환경 회담에서 수상 경호를 담당하게 된 대책실. 그 대책실에 에리코의 밀명으로 2년 전 쿠로하라 국가공안위원장 저격 사건을 독자적으로 수사하고 있던 키모토가 복귀한다. 그러던 중 대책실은 두 상사(商社)의 부장들이 폭사(爆死)한 사건까지 담당하게 된다. 에리코는 피해자의 근무지가 검은 달이 노리던 곳이라는 점에서 2년 전 저격 사건과의 관련을 의심한다. 하지만 키모토는 2년 전 사건은 검은 달이 아닌 다른 조직에 의한 범행 가능성을 내포하는 정보를 캐낸다. 그리고 다른 살인 사건에 타카쿠라의 그림자가 보일 듯 말 듯 하고 있었다. 대책실은 타카쿠라의 범행도 포함해 사건을 수사하지만, 연인 카에데의 아버지 토시오의 관계가 서서히 떠오르자 카타기리는 고민에 빠진다.
- 후지모리 토시오 - 니시오카 도쿠마

시즈오카의 영세기업 '후지모리 기기'의 사장이자 카에데의 아버지. 공장 경영 회합 때문에 상경했다. 금전적으로 고생하지만 카에데의 대학 진학을 적극 지원하는 등 딸바보 아버지이기도 하다.
- 쿠와바라 타케오 - 타쿠보 잇세이

시즈오카의 영세기업 '쿠와바라 공업' 사장. 현재는 간경변 말기를 앓고 있다.
LAST CASE
세계 환경 회담을 앞두고 말도 안 되는 이유로 갑자기 체포된 에리코와 대책실 멤버들. 더욱이 노다테도 키모토가 입수한 국가공안위원장 저격사건에 관한 기밀 문서가 든 디스크를 빼앗기고, 하나가타는 다도코로가 쏜 총에 맞는다. 곧 석방 된 대책실 멤버들은 키모토가 백업해 놓은 디스크에서 해석한 정보에서, 쿠로하라 저격 사건이 일본판 CIA 설립을 추진하는 경시청 거물이 계획한 범행이며, 다도코로도 속해있는 그 조직을 거느리는 중심인물이 모리오카인 것을 알게된다. 모리오카의 목적이 회담에 출석하는 수상 살해라는 것을 파악한 대책실은 조직의 눈을 피해 회담 장소에 잠입, 계획을 저지하고 모리오카를 추적한다. 드디어 2년 전 저격 사건과 모리오카 조직에 의한 사건의 모든 진상이 밝혀진다.
- 타케오카 히로토 - 와카바야시 고

내각총리대신. 열린 정치를 위해 철저한 정보 공개를 정치 방침으로 내세우고 있기 때문에 모리오카 조직에게 목숨을 위협받는다. 쿠로하라와는 친구사이이다.
- 니시고리 스미오 - 진보 사토시

MITS 특명교수. 재적해 있던 대학에서 연구한 자료를 가져와, 학회에서는 배신자로 손가락질 받는다. 회담에서 세계 정세를 뒤집을 바이오 테크놀로지 연구 발표가 있을 예정이었다.
- 이노우에 키사부로 - 츠가와 마사히코

드라마 《이혼 변호사》 등장 인물. 에리코를 이혼 변호사 속 등장 인물인 마미야 타카코로 착각해 말을 건다. 그 때 마미야가 뒤에 스쳐지나 갔다.

## 스태프
- 각본 - 하야시 히로시, 니시히라 코타 (시즌1 7,9회), 도쿠나가 유이치 (시즌2 6,8회)
- 각본 협력 - 타카야마 나오야 (시즌1 6회), 소고 마사시 (시즌2 6회)
- 음악제공 - 사와노 히로유키, 와다 타카후미, 하야시 유키
- 기획 - 무라세 켄 (시즌2)
- TD - 나카무라 히로시 (시즌1), 쿠사카 호 (시즌2)
- SW - 쿠사카 호 (시즌1), 나카무라 히로시 (시즌2)
- 촬영 - 쿠도 야스오
- 녹화 - 타케다 타케후미 (시즌2)
- 조명 - 카이호 에이키치
- 음성 - 카네코 토오루
- 편집 - 시로미즈 타카유키 (시즌1), 마츠오 히로시 (시즌2)
- 라인편집 - 마츠모토 히데유키
- 선곡 - 츠지타 쇼지 (시즌1), 타니구치 히로키 (시즌2)
- 음향효과 - 혼자와 토시아키 (시즌1), 혼고 슌스케 (시즌2)
- MA - 카메다 타카유키
- 기술 프로듀서 - 이노우에 하루히사 (시즌1), 세토이 마사토시 (시즌2)
- 미술 프로듀서 - 미야자키 카오루
- 디자인 - 스즈키 켄타
- 미술진행 - 후쿠이 다이, 야마구치 타카아키 (시즌2)
- 대도구 - 아사미 히로미
- 조작 - 시모노카도 카츠히로
- 건구 - 아구츠 마사미
- 장식 - 하시모토 히로유키, 이카미 세이지 (시즌2)
- 특도구 - 야마모토 메구미
- 스타일리스트 - 타니구치 미유키, 니무라 츠요시 (시즌1)
- 의상 - 타니무라 미쿠
- 메이크업 - 사이토 미호, 하야시 토모코
- 시각효과 - 다카하시 신이치
- Gun Effect - 오미야 토시아키 (시즌2)
- 전기장식 - 테라다 유타카
- 아크릴장식 - 이시바시 호마레 (시즌1), 시로세 아츠시 (시즌2)
- 식목장식 - 하라 토시야스 (시즌1)
- 생화장식 - 코야나기 유키에 (시즌1), 마키시마 미호 (시즌2)
- 타이틀 로고 - (6)Design
- 편성 - 나리카와 히로아키 (시즌1), 사토 미사토 (시즌2)
- 홈페이지 - 스노우치 타츠야 (시즌1), 스즈키 토모코 (시즌2)
- 홍보 - 타메나가 사치오
- 광고 - 키타노 아스카 (시즌1), 후쿠다 카요 (시즌2)
- 스틸 - 니시카와 나오키 (시즌1), 토쿠모토 코이치 (시즌2)
- 액션 - FC 플랜 (시즌1), 오우치 타카히토 (시즌2)
- 타이틀백 - 오가타 류타
- CG - 사타케 준 (시즌1)
- VFX - 고바야시 카즈히로, 사타케 준 (시즌2)
- 경찰자문 - 이다 히로히사 (시즌1), 후지미 교 (시즌2)
- 과학자문 - 고바야시 요시오
- 범죄심리자문 - 오치 케이타
- 법의자문 - 타카기 테츠야
- 협력 - 비디오 스태프, The Horizon, BAUMLEBEN, 팬, VASC, 주식회사 산코샤, PYROTECH
- 스케줄 - 모리야스 신지
- 조감독 - 다나카 료 (시즌2)
- 조연출 - 다나카 료 (시즌1), 야마모토 카즈오 (시즌2)
- 기록 - 아라사와 시즈코
- 보조 프로듀서 - 무쿠오 유키코 (시즌1), 미토 나츠미 (시즌2)
- 제작담당 - 카타오카 토모 (시즌1), 타무라 유타카 (시즌2)
- 제작주임 - 소네 신, 아라이 세이치 (시즌1), 다자와 토시히코, 노무라 유키 (시즌2)
- 라인 프로듀서 - 사이토 아야 (시즌1)
- 프로듀서 무라세 켄 (시즌1), 호바라 켄이치로 (시즌2), 미사오 레이코 (시즌1,2)
- 연출 - 미츠노 미치오, 이시이 유스케, 호시노 카즈나리 (시즌1), 나리타 아키라 (시즌1), 다나카 료 (시즌2)
- 제작 - 후지 TV 드라마 제작 센터
- 제작·저작권 - 후지 TV

## 관련 음반
오프닝 테마
- Superfly - Alright!!

엔딩 테마
- Superfly - My Best Of My Life (시즌1)
- Superfly - Rollin' Days (시즌2)

### Original Sound Tracks
1. BaNG!
2. 80$$
3. Surprise Attacker
4. Pleasantly
5. New Type, New Faces
6. ASAP
7. Secret of Criminal
8. Insanity
9. Blue Carpet Melody
10. Licht
11. GtPfEp
12. investigation
13. Perfect Work
14. Wind Chant
15. The Murderer
16. Rise
17. Reality or Magic
18. Heresy
19. Fire the Hidden Talent!
20. Moon Bow
21. violet tone
22. Secret Weakness

## 부제·시청률
| 각 화                                                  | 방송일          | 부제                                                         | 시나리오 제목                       | 각본            | 연출            | 시청률 |
| 시즌1                                                  | 시즌1           | 시즌1                                                        | 시즌1                               | 시즌1           | 시즌1           | 시즌1  |
| ------------------------------------------------------ | --------------- | ------------------------------------------------------------ | ----------------------------------- | --------------- | --------------- | ------ |
| CASE1                                                  | 2009년 4월 16일 | 최강 AROUND 40 여형사, 사정 있는 팀의 보스가 되다!           | 최강 AROUND 40 여형사, 보스가 된다! | 하야시 히로시   | 미츠노 미치오   | 18.1%  |
| CASE2                                                  | 2009년 4월 23일 | 알고 싶어…호기심이라 하는 이름의 죄· AROUND 40 여형사, 달려! | 알고 싶은…호기심이라고 하는 죄      | 하야시 히로시   | 미츠노 미치오   | 15.1%  |
| CASE3                                                  | 2009년 4월 30일 | 여자의 적은 절대로 용서 못 해!                               | 여자의 적은 절대로 용서 못 해!      | 하야시 히로시   | 이시이 유스케   | 15.2%  |
| CASE4                                                  | 2009년 5월 7일  | 슬픔의 복수자                                                | 슬픔의 복수자                       | 하야시 히로시   | 미츠노 미치오   | 15.8%  |
| CASE5                                                  | 2009년 5월 14일 | 대결! 슬픈 복수의 끝에는…                                    | 대결! 슬픈 복수의 결말…             | 하야시 히로시   | 이시이 유스케   | 18.0%  |
| CASE6                                                  | 2009년 5월 21일 | 천사? 악마? 천재 소녀의 함정                                 | 천사? 악마? 천재 소녀의 함정        | 하야시 히로시   | 호시노 카즈나리 | 15.8%  |
| CASE7                                                  | 2009년 5월 28일 | 여자vs여자의 심리전!                                         | 여자vs여자의 심리전!                | 니시히라 코타   | 나리타 가쿠     | 17.2%  |
| CASE8                                                  | 2009년 6월 4일  | 슬픈 총 소리…지울 수 없는 과거                               | 슬픈 총 소리…지울 수 없는 과거      | 하야시 히로시   | 미츠노 미치오   | 17.1%  |
| CASE9                                                  | 2009년 6월 11일 | 누구에게도 말할 수 없는…비밀의 얼굴                          | 누구에게도 말할 수 없는…비밀의 얼굴 | 니시히라 코타   | 호시노 카즈나리 | 16.9%  |
| CASE10                                                 | 2009년 6월 18일 | 용의자는 보스!? 마지막 사건…최강의 적!!                      | 용의자는 보스!? 마지막 사건         | 하야시 히로시   | 이시이 유스케   | 17.4%  |
| LAST CASE                                              | 2009년 6월 25일 | 충격의 최종회 확대 SP…배신의 결과                            | 충격의 최종회 확대 SP…배신의 결과   | 하야시 히로시   | 미츠노 미치오   | 20.7%  |
| 평균 시청률 17.0% (비디오 리서치 조사, 관동 지구 기준) |                 |                                                              |                                     |                 |                 |        |
| 시즌2                                                  |                 |                                                              |                                     |                 |                 |        |
| CASE1                                                  | 2011년 4월 14일 | 최강 여형사가 돌아온다                                       | 최강 여형사가 돌아온다              | 하야시 히로시   | 미츠노 미치오   | 16.3%  |
| CASE2                                                  | 2011년 4월 21일 | 절대 죽게 두지 않을 거야!                                    | 절대 죽게 두지 않을 거야!           | 하야시 히로시   | 미츠노 미치오   | 15.5%  |
| CASE3                                                  | 2011년 5월 5일  | 슬픈 폭력의 연쇄                                             | 슬픈 폭력의 연쇄                    | 하야시 히로시   | 이시이 유스케   | 14.7%  |
| CASE4                                                  | 2011년 5월 12일 | 양들의 반격!                                                 | 양들의 반격!                        | 하야시 히로시   | 다나카 료       | 14.2%  |
| CASE5                                                  | 2011년 5월 19일 | 절약 살인 레시피                                             | 절약 살인 레시피                    | 하야시 히로시   | 미츠노 미치오   | 15.2%  |
| CASE6                                                  | 2011년 5월 26일 | 사라진 은행 강도                                             | 사라진 은행 강도                    | 도쿠나가 유이치 | 이시이 유스케   | 14.5%  |
| CASE7                                                  | 2011년 6월 2일  | 꽤 위험한 사건                                               | 꽤 위험한 사건                      | 하야시 히로시   | 다나카 료       | 14.9%  |
| CASE8                                                  | 2011년 6월 9일  | 아름다운 사체...                                             | 아름다운 사체...                    | 도쿠나가 유이치 | 미츠노 미치오   | 15.2%  |
| CASE9                                                  | 2011년 6월 16일 | 최강 살인자 나타나다                                         | 최강 살인자 나타나다                | 도쿠나가 유이치 | 다나카 료       | 15.6%  |
| CASE10                                                 | 2011년 6월 23일 | 움직이기 시작한 음모...                                      | 움직이기 시작한 음모...             | 하야시 히로시   | 이시이 유스케   | 13.9%  |
| LAST CASE                                              | 2011년 6월 30일 | 양보할 수 없는 정의                                          | 양보할 수 없는 정의                 | 하야시 히로시   | 미츠노 미치오   | 15.5%  |
| 평균 시청률 15.1% (비디오 리서치 조사, 관동 지구 기준) |                 |                                                              |                                     |                 |                 |        |

- 2011년 4월 28일은 2011 세계 피겨 스케이팅 선수권 대회로 방영되지 않았다.

## 관련 상품

### DVD
- BOSS DVD-BOX (2009년 10월 21일 발매 (PCBC-61631 : 포니 캐년))
- BOSS 2nd SEASON DVD-BOX (2011년 10월 19 발매 예정)
- BOSS 2nd SEASON Blu-ray BOX (2011년 11월 16일 발매 예정)
- BOSS 1st SEASON Blu-ray BOX (2011년 11월 16일 발매 예정)

### O.S.T.
- BOSS Original Sound Track (2009년 6월 3일 발매)

### 서적
- BOSS 1st SEASON 노베라이즈 (2011년 6월 3일 발매)
- BOSS 2nd SEASON 노베라이즈 (2011년 6월 29일 발매)

## 같이 보기
- 후지 TV 목요극장
- 이혼 변호사